# Llano de los Soto
Llano de los Soto är en ort i Mexiko.   Den ligger i kommunen El Fuerte och delstaten Sinaloa, i den västra delen av landet, 1 200 km nordväst om huvudstaden Mexico City. Llano de los Soto ligger 69 meter över havet och antalet invånare är 347.
Terrängen runt Llano de los Soto är platt. Runt Llano de los Soto är det ganska glesbefolkat, med 23 invånare per kvadratkilometer. Närmaste större samhälle är El Fuerte de Montes Claros, 9,9 km nordost om Llano de los Soto. I omgivningarna runt Llano de los Soto växer huvudsakligen savannskog.